# محمد ربيع الخليع
محمد ربيع الخليع (مواليد 26 مايو 1963) مهندس مغربي، يشغل منصب رئيس المكتب الوطني للسكك الحديدية منذ سنة 2004.

## التكوين
درس محمد ربيع الخليع في مدينة طنجة وحصل على شهادة البكالوريا سنة 1982 في شعبة العلوم الرياضية. تخرج من المدرسة المحمدية للمهندسين سنة 1987. 
بدأ العمل للمكتب الوطني للسكك الحديدية بعد اجتيازه مباراة الولوج بنجاح وأصبح المسؤول الجهوي الأول عن المكتب بمدينة القنيطرة. عينه الملك محمد السادس مديرا عاما للمكتب سنة 2004.